# Pusztakamarás

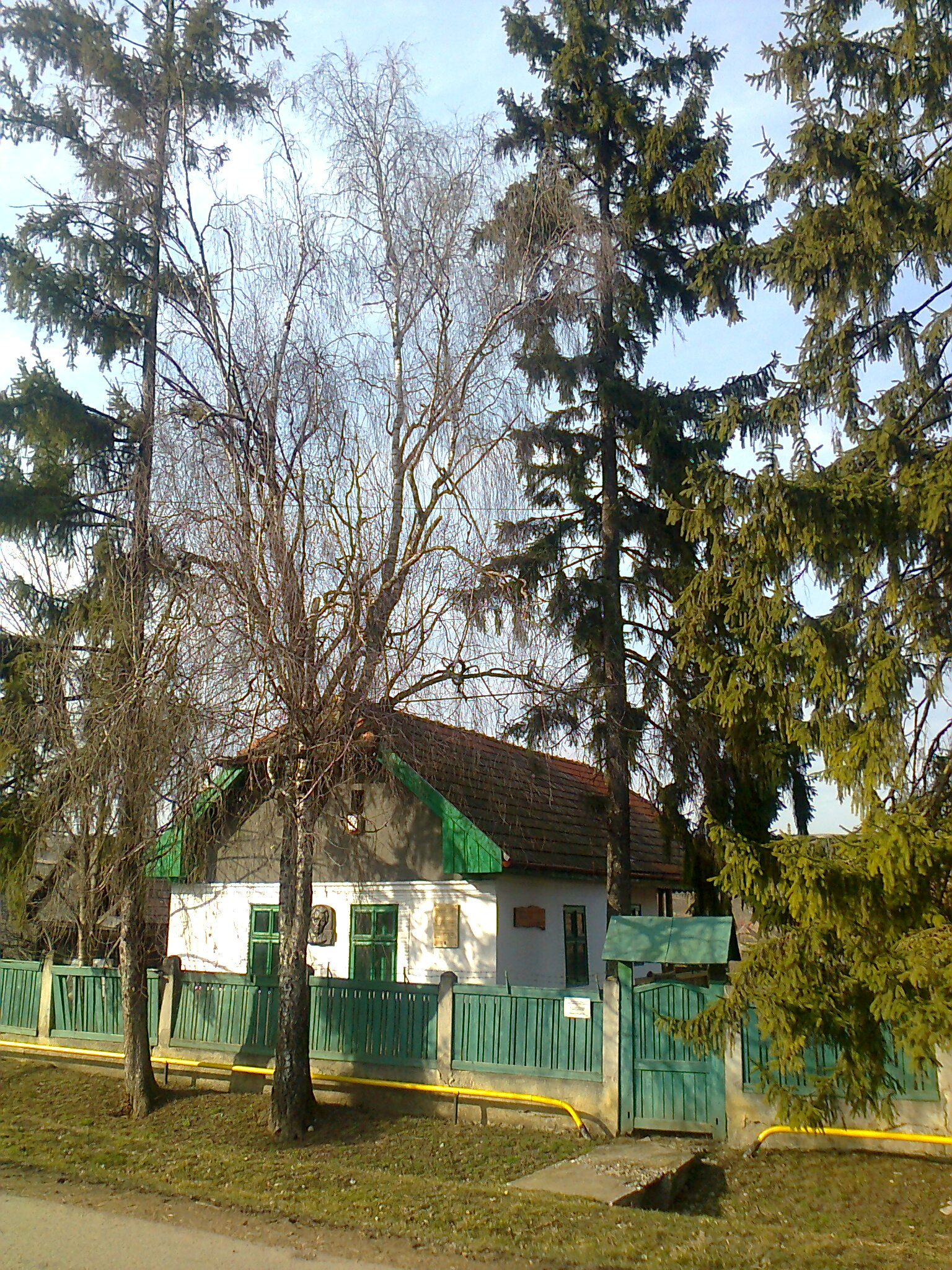
Sütő András emlékháza, 138-as házszám

Pusztakamarás (románul Cămărașu) falu Romániában, Kolozs megyében, az azonos nevű község központja.

## Fekvése
A megye délkeleti részén fekszik, Kolozsvártól 48 kilométernyire.

## Története
Első írásos említése 1322-ből maradt fenn Kamarás néven. 1421-ben Pusztakamarásként említik. 1334-ben már plébániatemploma is volt.
A településen egykor a Kemény családnak voltak birtokai, itt állott kastélyuk is.
1850-ben 750 lakosából 439 román, 219 magyar és 92 roma volt. 1992-ben 1385 lakosának megoszlása: 970 román, 213 magyar és 202 roma.
1944. szeptember 16. éjjelén a községtől két kilométerre levő Sóskúti erdőben a magyar honvédség kivégzett 126 zsidót, akiket a magyar tábori csendőrség gyűjtött össze Nagy- és Kissármásról.

## Látnivalók
- Kemény-kúria (18–19. század)[7]
- Református templom (13–18. század)[8]
- A meggyilkolt zsidók emlékműve
- Sütő András szülőháza

2015. október 4-én adták át Sütő András felújított szülőházát, amely az író emlékházaként és művelődési központként működik.

## Képgaléria
- Képgaléria Pusztakamarásról a www.erdely-szep.hu honlapon

## Híres emberek
- Itt töltötte életének utolsó éveit Kemény Zsigmond (1814–1875) író, és itt is temették el a ház kertje mögötti dombon édesanyja, Csóka Rozália mellé.
- Itt született szövérdi Szász István (1865–1934) mezőgazdász, mezőgazdasági szakíró.
- Itt született szövérdi Szász Ferenc (1880–1948) mezőgazdász, mezőgazdasági szakíró.
- Itt született Sütő András (1927–2006) író.
- Itt született Székely Ferenc (1951) néprajzkutató.